# Игнитрон

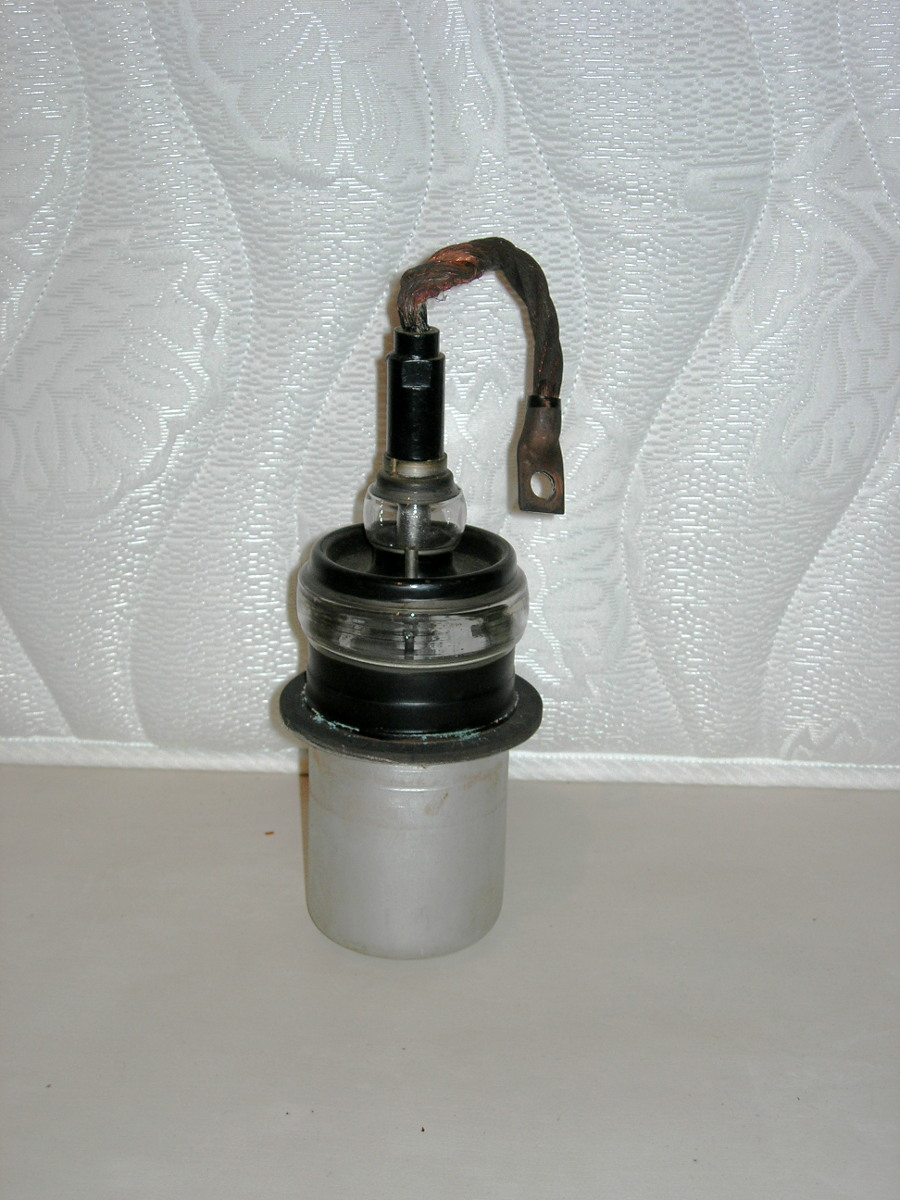
Игнитрон И 50/1500

Рту́тный выпрями́тель, игнитро́н, игнайтрон (от лат. ignis — огонь и электрон) — одноанодный ионный прибор с ртутным катодом и управляемым дуговым разрядом. Применяется в качестве электрического вентиля в мощных выпрямительных устройствах, электроприводах, электросварочных устройствах, тяговых и выпрямительных подстанциях и т. п. со средней силой тока от единиц до тысяч ампер и выпрямленным напряжением до 5 кВ.
Для игнитрона характерно незначительное падение напряжения и высокий КПД (98—99 %).

## Устройство и принцип действия

Устройство игнитрона: (1) Анод, (2) Катод, (3) Поджигающий электрод, (4) Ртуть, (5) Изоляторы, (6) Охлаждающая жидкость

Металлический корпус игнитрона служит выводом катода. Воздух из корпуса откачивается. Непосредственно катодом является ртуть, налитая на дно корпуса, а её пары заполняют внутреннее пространство игнитрона. Через изолятор пропущен вольфрамовый ввод с поджигающим электродом из карбида бора. Острие поджигающего электрода опущено в ртуть, но не смачивается ею, из-за чего под действием импульса тока амплитудой до нескольких десятков ампер и длительностью несколько десятков микросекунд между катодом и поджигающим электродом ртуть испаряется, металлический проводящий мостик прерывается и возникает дуговой разряд, образуя ярко светящееся катодное пятно. С поверхности катодного пятна осуществляется термоэлектронная эмиссия. Если на основном (или, в некоторых моделях, небольшом вспомогательном) аноде есть положительное относительно катода напряжение, то электроны приходят в движение к аноду, разгоняются и производят ударную ионизацию атомов ртути в парах ртути в катод-анодном пространстве. Игнитрон наполняется плазмой, между катодом и анодом зажигается дуга основного разряда, течёт прямой ток. Положительные ионы, ускоряясь в поле, бомбардируют катодное пятно, поддерживая его высокую температуру и эмиссию. При уменьшении напряжения на аноде дуга гаснет, катодное пятно остывает и игнитрон запирается. Чтобы снова отпереть его, необходимо при положительном напряжении на аноде подать поджигающий импульс. Изменяя момент зажигания относительно начала полупериода можно управлять углом отсечки импульсов анодного тока и регулировать таким образом среднее значение выпрямленного тока.
Прямое падение напряжения на игнитроне сравнительно невелико и составляет 15—20 В. С учётом величины прямого тока в сотни ампер, абсолютные тепловые потери, тем не менее, достигают единиц киловатт, и игнитроны требуют интенсивного охлаждения, как правило, жидкостного: металлический корпус их заключается в рубашку, по которой циркулирует вода или антифриз.

#### Обратное зажигание

Схема и эпюры напряжений двуплечего выпрямителя со средней точкой. Игнитроны условно показаны в виде диодов.

Как правило, игнитроны применяются в двухполупериодных двуплечих выпрямителях, в которых амплитуда обратного напряжения вдвое больше амплитуды импульсов выпрямленного напряжения. Если на аноде игнитрона сконденсируется ртуть, может произойти т. н. «обратное зажигание»: когда анод находится под отрицательным потенциалом относительно катода, на капле сконденсировавшейся ртути возможно образование катодного пятна и зажигание дуги. Игнитрон приобретает обратную проводимость, вся вторичная обмотка трансформатора оказывается замкнута на него, и ток короткого замыкания может вывести из строя как игнитрон, так и трансформатор.

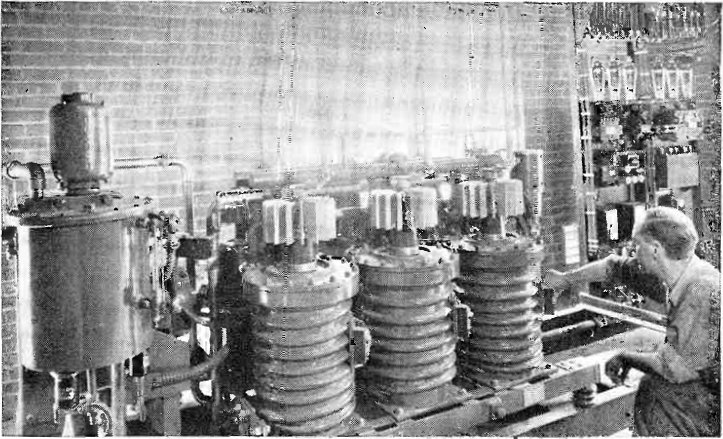
Промышленный игнитронный выпрямитель, 1945

Для борьбы с обратным зажиганием используются специальные конструктивные решения: графитовые сетки и оксидированные металлические кольца, не смачиваемые ртутью и, соответственно, не допускающие попадания и накопления ртути на аноде, а также быстродействующие электронные схемы защиты, следящие за направлением тока в игнитроне и отключающие схему, если направление сменяется на неправильное.

## Недостатки
- Игнитрон содержит ртуть, которая при его работе сильно нагревается. При разрушении корпуса игнитрона велик риск загрязнения окружающей среды ртутью и отравления людей и животных.
- Для работы игнитрона необходим источник достаточно мощных импульсов зажигания.
- Необходимы устройства, следящие за направлением тока в цепи и отключающие игнитроны при обратном зажигании.
- Потери в игнитронах выше, чем в кремниевых диодах и тиристорах.
- Игнитроны могут использоваться только в одном положении — анодом кверху — и не допускают сильных толчков при которых ртуть плещется внутри корпуса и при этом повышается риск обратного зажигания.
- Игнитроны критичны к температуре среды. Например, на электровозах ВЛ60 с игнитронными выпрямителями не разрешалось пускать выпрямители в действие при температуре охлаждающей жидкости ниже +25 и выше +38° С[4].

## История создания
Впервые в мире ртутный выпрямитель был сконструирован русским и советским учёным-изобретателем Валентином Петровичем Вологдиным (1881—1953). Работы над его созданием были начаты ещё до Первой мировой войны и завершены успешными испытаниями в 1922 г. Первые игнитроны Вологдина имели мощность до 10 кВт при напряжении выпрямленного тока более 3,5 кВ. Они были надежны в работе и стали широко применяться в установках на мощных радиотелефонных и радиотелеграфных станциях, которые выпускала Нижегородская радиолаборатория. Сконструированный В. П. Вологдиным и его сотрудниками ртутный выпрямитель вскоре стал одним из основных источников питания советских ламповых радиостанций.